# Kamel Daoud

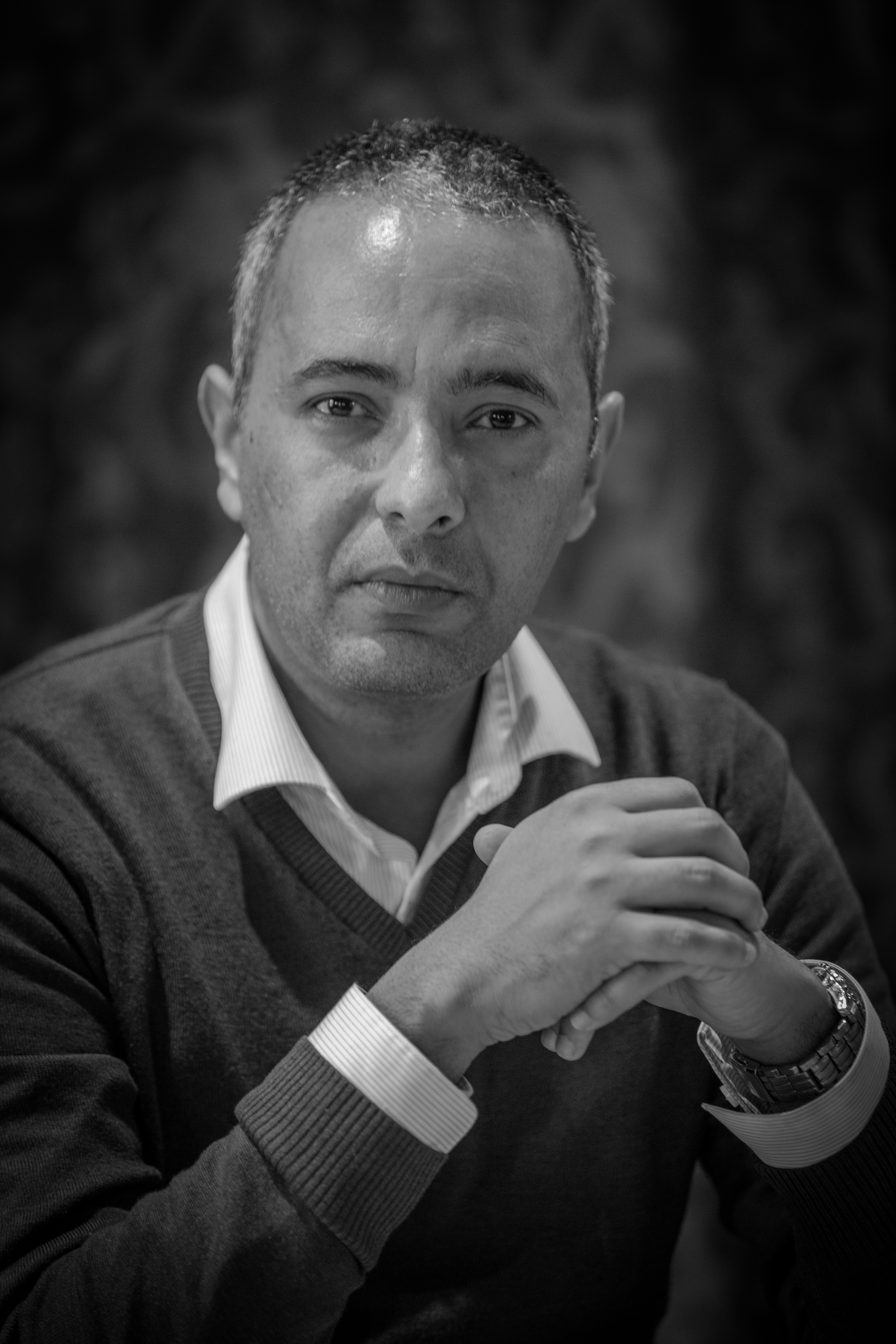
Kamel Daoud (2015)

Kamel Daoud (arabisch كمال داود, DMG Kamāl Dāwud; * 17. Juni 1970 in Mostaganem) ist ein algerischer Journalist und Autor, der in französischer Sprache schreibt. Für seinen Roman Houris (2024) erhielt er den Prix Goncourt.

## Leben
Daoud ist der Sohn eines Polizisten und hat als einziges Kind der Familie studiert. Nach dem Studium der Mathematik studierte er Literatur an der Universität Oran. 1994 ging er zur französischsprachigen Tageszeitung Le Quotidien d’Oran, wo er acht Jahre lang Chefredakteur war. In dieser Zeit schrieb er sein erstes Buch Raina raïkoum (Unsere Meinung, eure Meinung). Er entwickelte sich und seine Meinungen von konservativ zu bissig, besonders gegenüber den algerischen Machthabern unter Abdelaziz Bouteflika. Seine Artikel erschienen unzensiert auf Facebook, des Weiteren schrieb er für die elektronische Zeitschrift Algérie-focus und für Slate Afrique.
Daoud lebt und arbeitet in Oran. Er hat zwei Kinder und ist geschieden.
In den letzten Jahren hat Daoud sechs weitere Werke veröffentlicht, darunter Erzählungen und 2014 den Roman Meursault, contre-enquête (deutsch 2016: Der Fall Meursault – eine Gegendarstellung), der durch den Roman Der Fremde von Albert Camus inspiriert wurde. Der Roman polarisierte: Tobias Lehmkuhl kritisierte in der Süddeutschen Zeitung den Roman ob seiner unbeholfenen Sprache und die Gegengeschichte, die der Protagonist des Autors zu erzählen vorgibt, als monologisierendes Gerede. Dirk Fuhrig lobte im Deutschlandradio Kultur den Roman als „einer der anregendsten und wichtigsten (...) über das Verhältnis des Westens zur arabischen Welt. Sowohl wegen seiner interkulturellen Dimension als auch wegen seiner literarisch feinen Methode.“ Er war 2014 in der Endauswahl für Frankreichs wichtigsten Literaturpreis, den Prix Goncourt, und wurde schließlich 2015 in dessen Kategorie Bester Debütroman ausgezeichnet. Neun Jahre später gewann Daoud für Houris (2024) den Prix Goncourt für den besten Roman. Das Werk hat den Algerischen Bürgerkrieg zum Thema.
In den beiden Büchern Meine Nacht im Picasso-Museum (2018) und Houris thematisiert Daoud das Verhältnis des Islam zu Körperlichkeit und zur Situation der Frau. Houris sind die Jungfrauen, die nach der religiösen Vorstellung mancher Menschen im Jenseits die Märtyrer erwarten sollen.

## Kontroverse um Kölner Silvesternacht
Daoud äußerte sich in Le Monde kritisch zu den sexuellen Übergriffen in der Silvesternacht 2015/16 in Köln durch maghrebinische Migranten. Unter anderem beklagte er eine Naivität des Westens, der die Gegensätze zwischen westlicher und islamischer Kultur herunterspiele. Er wurde daraufhin von einer Gruppe von neunzehn französischen Intellektuellen angeklagt, Islamophobie zu schüren und Pegida zu unterstützen. Bereits vorher wegen seiner Kommentare im Quotidien d'Oran mit einer Fatwa belegt, kündigte Daoud daraufhin an, sich aus dem Journalismus zurückzuziehen. Er beklagte, dass es im Land Voltaires immer noch nicht möglich sei, den Islam zu kritisieren, ohne dafür stigmatisiert zu werden.

## Preise und Auszeichnungen
- 2008: Prix Mohammed Dib, für den Erzählungsband L’Arabe et la vaste pays de ô
- 2014: Prix François Mauriac, für Meursault, contre-enquête
- 2014: Prix des cinq continents de la francophonie, für denselben Roman
- 2015: Prix Goncourt du premier roman, für denselben Roman
- 2018: Prix Méditerranée für Zabor ou Les Psaumes
- 2019: Prix mondial Cino Del Duca für sein Gesamtwerk
- 2024: Prix Goncourt für Houris

## Werke
- Raina raïkoum, Zusammenstellung einiger seiner im Le Quotidien d’Oran veröffentlichten Artikel. Éditions Dar el Gharb, Oran 2002.
- La Fable du Nain, Nacherzählung. Dar el Gharb, Oran 2003.
- Ô Pharaon. Dar el Gharb, Oran 2005.
- L’Arabe et le vaste pays de ô.... Erzählungen. Barzakh, Algier 2008.
  - Der Araber und das weite Land O. (L’arabe et le vaste Pays Ô), Auszug, die titelgebende Erzählung daraus. Übers. Sonja Finck. In: Den gegenwärtigen Zustand der Dinge festhalten. Zeitgenössische Literatur aus Frankreich. die horen, 267. Wallstein, Göttingen 2017, S. 85–91.
- La Préface du Nègre. Algerien 2008.
  - in Frankreich: Minotaure 504. Éditions Sabine Wespieser, Paris 2011, ISBN 978-2-84805-098-0
  - Minotaurus 504. Erzählungen. Aus dem Französischen von Sonja Finck. Persona Verlag, Mannheim 2012, ISBN 978-3-924652-38-8.
- Meursault, contre-enquête. Actes Sud, Arles 2014, ISBN 978-2-330-03372-9.
  - Der Fall Meursault – eine Gegendarstellung. Roman. Aus dem Französischen von Claus Josten, Kiepenheuer & Witsch, Köln 2016, ISBN 978-3-462-04798-1[7].
- Zabor. Roman. Aus dem Französischen von Claus Josten, Kiepenheuer und Witsch, Köln 2019, ISBN 978-3-462-05202-2.
- Meine Nacht im Picasso-Museum: über Erotik und Tabus in der Kunst, in der Religion und in der Wirklichkeit, Köln 2020. ISBN 978-3-462-05331-9.
  - Le Peintre dévorant la femme, 2018, ISBN 978-2-234-08373-8.
- Houris. Roman. Gallimard, Paris 2024. ISBN 978-2-07-299999-4.

## Adaptionen
- 2016: Die Fremden; Musikschauspiel bei der Ruhrtriennale, Kohlenmischhalle der Zeche Auguste Victoria in Marl. UA: 3. September 2016.[8]
- 2016: Der Fall Meursault, Szenische Fassung, eingerichtet von Amir Reza Koohestani; Münchner Kammerspiele, München. UA: September 2016.[9]

## Hörspiel
- 2020: Der Fall Meursault – eine Gegendarstellung; aus dem Französischen von Claus Josten; Hörspielbearbeitung und Regie: Ulrich Lampen; Musik: Mohamed Fadhel Boubaker; hr-Produktion mit Sylvester Groth, Sebastian Reiß, Friederike Ott, Cornelia Niemann und Torsten Flassig.